# Anthology (Burzum-válogatás, 2008)
Nem összetévesztendő a következővel: Anthology (Burzum-válogatás, 2002).
Az Anthology a norvég egyszemélyes zenekar Burzum válogatásalbuma, ami 2008. március 3-án jelent meg. Nem az újra felvett verziója a 2002-es Anthologynak. A válogatás dalai a Burzum első hét stúdiólemezéből: a hat nagylemezből és az egy EP-ből lettek kiválogatva. Bónuszként tartalmazza a Dunkelheit című szám videóklipjét.

## Számlista
1. "Feeble Screams From Forests Unknow" – 7:28 (Burzum, 1992)
2. "Stemmen Fra Tårnet" – 6:09 (Aske EP, 1993)
3. "Lost Wisdow" – 4:38 (Det Som Engang Var, 1993)
4. "Svarte Troner" – 2:16 (Det Som Engang Var, 1993)
5. "Det Som En Gang Var" – 14:21 (Hvis Lyset Tar Oss, 1994)
6. "Jesus' Tod" – 8:39 (Filosofem, 1996)
7. "Gebrechlichkeit II" – 7:52 (Filosofem, 1996)
8. "Bálferð Baldrs" – 6:05 (Dauði Baldrs, 1997)
9. "Ansuzgardaraiwô" – 4:29 (Hliðskjálf, 1999)

Bónusz videó
1. "Dunkelheit"

## Közreműködők
- Varg Vikernes – ének, dalszöveg, összes hangszer
- Samoth – basszusgitár a "Stemmen fra tårnet" című számon